# Кастеларо (Анкона)
Кастеларо је насеље у Италији у округу Анкона, региону Марке.
Према процени из 2011. у насељу је живело 220 становника. Насеље се налази на надморској висини од 92 м.